# Misty Blowers
Misty Blowers ist eine US-amerikanische Informatikerin, Leiterin der Technologieabteilung des US Marine Corps und Professorin für Blockchain-Technologien an der George Mason University. Sie wurde 2018 mit dem Early Achievement Award der SPIE ausgezeichnet.

## Leben und Ausbildung
Blowers besuchte die Oneida High School in Oneida County (New York). Sie besuchte die Hochschule für Umweltwissenschaften und Forstwirtschaft der Staatlichen Universität von New York (State University of New York College of Environmental Science and Forestry), wo sie 1995 einen Bachelor-Abschluss in Paper Science erwarb. Nach ihrem Abschluss arbeitete sie sechs Jahre lang bei Lieferanten für chemische Prozessausrüstung an der Entwicklung neuer Zellstoffanlagen. Blowers schloss 2003 einen Master in Computerwissenschaften an der Syracuse University ab. Im Jahr 2009 promovierte sie an der Hochschule für Umweltwissenschaften und Forstwirtschaft der Staatlichen Universität von New York (State University of New York College of Environmental Science and Forestry) in angewandter Wissenschaft und Technik.

## Karriere
Blowers begann für das Air Force Research Laboratory zu arbeiten. Sie leitete Cyber-Einsätze und betreute Regierungsverträge im Wert von über 175 Millionen Dollar. Sie entwarf und entwickelte einen auf maschinellem Lernen basierenden Ansatz zur Überwachung komplexer Systeme in Echtzeit und zur Bereitstellung von Warnmeldungen. 2014 wurde sie von der Technical Association of Central New York zur Technologin des Jahres ernannt. Sie ist die erste Frau, die diese Auszeichnung erhalten hat.
Zusammen mit einer Gruppe von Gymnasiasten schrieb sie 2015 das Buch Evolution of Cyber Operations and Technologies to 2035. 2015 gründete sie Datalytica LLC. Blowers ist an der Entwicklung von Programmen für das US-Verteidigungsministerium beteiligt. Sie ist außerplanmäßige Professorin für Blockchain-Technologien an der George Mason University. Blowers war Unternehmensdirektorin für strategische Entwicklung bei Peraton und ist in ähnlicher Weise für mehrere andere Unternehmen tätig.
Sie wurde mit dem 2018 Early Achievement Award von SPIE ausgezeichnet. Sie wurde in eine NATO-Taskforce für die Missionssicherheit autonomer unbemannter Systeme berufen.